# Museo Nacional de Antropología Dr. David J. Guzmán

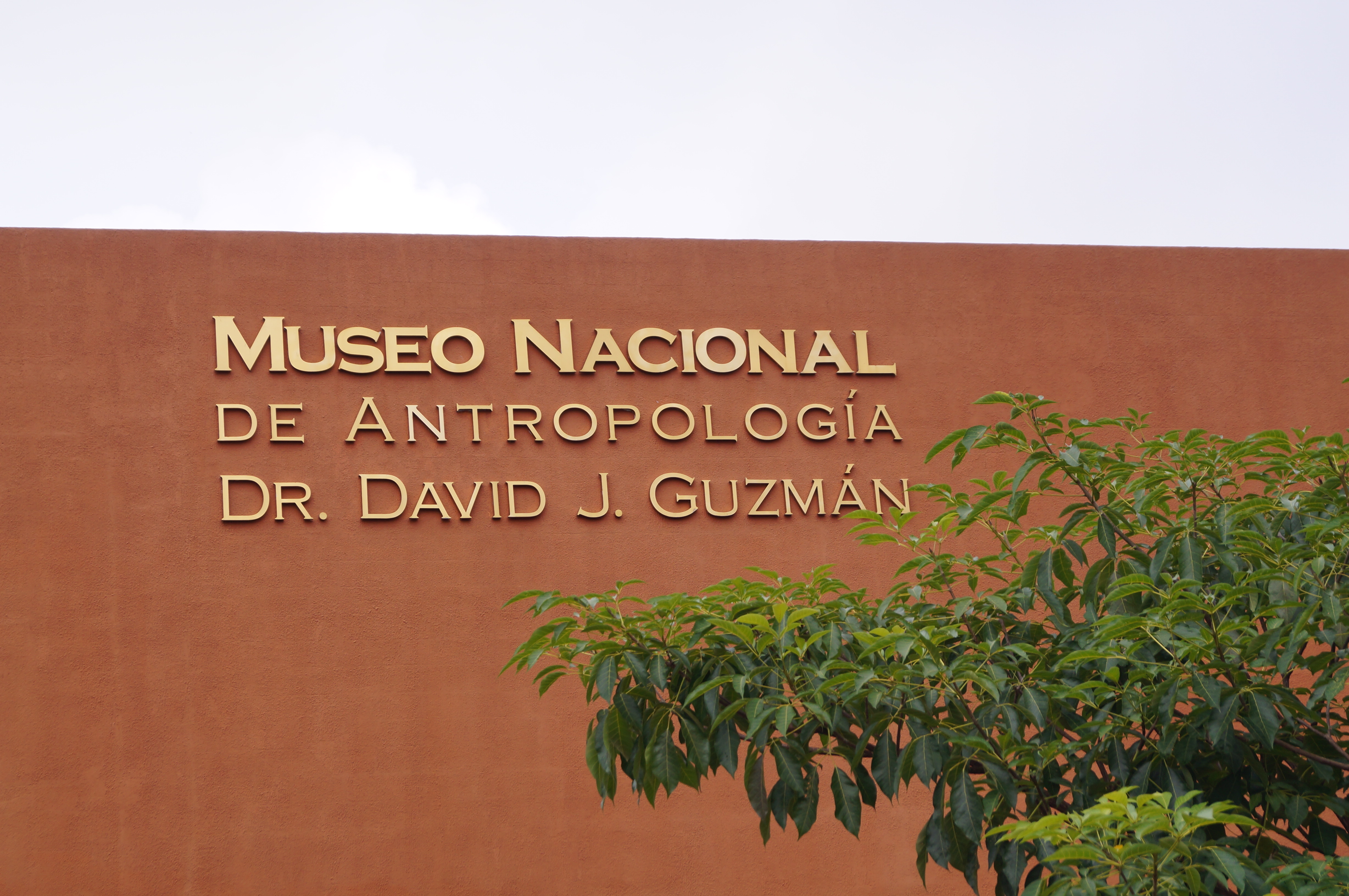

Das Museo Nacional de Antropología Dr. David J. Guzmán (kurz: MUNA) ist ein  Nationalmuseum des Landes El Salvador und eines der ältesten Museen der Hauptstadt San Salvador.

## Geschichte
Das Museum wurde im Jahr 1883 während der Amtszeit von Präsident Rafael Zaldívar gegründet. Sein Gründer und zugleich erster Direktor war der Naturwissenschaftler und Archäologe David Joaquín Guzmán. Der erste Standort des Museums befand sich in einem Gebäude der Universidad Nacional, bevor es 1902 in die Räume der Villa España umzog und als Museum für Wissenschaft, Industrie und Landwirtschaft klassifiziert wurde.
Im Jahre 1927 bezog das Museum die Räumlichkeiten in einem ehemaligen Militärhospital. 1942 unter der Leitung von Adalberto Julio Rivera wurde es an seinen heutigen Standort verlegt. Per Gesetzesdekret von 1945 wurde das Museum zu Ehren des Gründers zum Nationalmuseum David J. Guzman umbenannt.
Beim Erdbeben vom 10. Oktober 1986 wurden die Museumsgebäude derart schwer beschädigt, dass es abgerissen werden musste. 1999 begann der Neubau an der Avenida Revolución und 2001 wurde es wieder eröffnet. Es befindet sich in unmittelbarer Nähe zum Internationalen Zentrum für Messen und Kongresse (CIFCO – Centro Internacional de Ferias y Convenciones).

## Ausstellungen
Das MUNA präsentiert heute in fünf permanenten Ausstellungen die Geschichte, Siedlungswesen, Landwirtschaft, Handwerk, Handel sowie Gewerbe, Religion, Kunst und Kommunikationsformen von El Salvador.
Neben den Ausstellungsräumen befindet sich ein Saal für temporäre Ausstellungen, ein Auditorium sowie eine Bibliothek.